# Автоштурман
Автоштурман — пристрій для автоматичної навігації літального апарата. Автоштурмани поділяються на вимірювачі координат (умовних або географічних) і програмні. Складаються із задавача повітряної швидкості, задавача курсу синусно-косинусного лічильно-розв'язувального пристрою (механічного або електричного), задавача швидкості та напряму вітру і покажчика координат. За допомогою автопілота автоштурман може керувати польотом літака за заданою траєкторією без участі льотчика. На сучасних літаках застосовується в комплексі з іншими навігаційними приладами (астрономічними, радіотехнічними), які періодично уточнюють координати.